# Некрашунская мечеть
Некрашунская мечеть (бел. Некрашунская мячэць) — мечеть в деревне Некрашунцы, являющаяся одним из самых древних культовых сооружений белорусских мусульман. Разрушена в 1915 году, в 1926 году восстановлена. После Второй мировой войны закрыта, не сохранилась.

## История
Согласно преданию мусульманская община в Некрашунцах появилась приблизительно в 1415 году, имеются точные сведения о существовании парафии в XVI веке, которая в 1795 году насчитывала 217 человек. В 1832 году был проведён ремонт мечети. Здание также ремонтировалось в начале XX века. На ремонт постройки деньги дали американские татары и египетское королевское правительство. В годы Первой мировой войны храм подвергся разрушению, это случилось 4 сентября 1915 года.
Некоторое время существовал молитвенный дом. В 1925 году составлен договор на строительство мечети. 8 октября 1926 года храм был торжественно открыт, на открытии среди гостей присутствовали раввин и ксёндз. Существовала также и мусульманская школа. После отъезда части татар, включая и муллу мечети, в Польшу в 1946 году приход прекратил деятельность. В 1950-е годы храм разобрали, сруб пошёл на строительство больницы, от самого здания остался фундамент. Сохранилось 2 мизара, на которых хоронили татар, ещё два кладбища были разрушены в 1970-е годы.

## Архитектура
Как отмечает Станислав Кричинский, мечети в Некрашунцах, Клецке и Ляховичах своей архитектурой похожи на деревянные сельские костёлы. Сама мечеть представляет собой деревянное срубовое здание с михрабом, накрытое двухскатной крышей. Фронтон увенчан минаретом.